# Van Steeg tot 1
Van Steeg tot 1 is een Nederlands radioprogramma bij de EO op NPO Radio 2. Henk van Steeg is de presentator. Het programma wordt sinds 2 september 2013 uitgezonden van maandag tot en met donderdag, van 22.00 tot 01.00 uur. In het programma is plek voor muziek, verhalen van luisteraars en gasten uit het nieuws.
In september 2015 wordt bekend dat het programma aan het eind van dat jaar gaat stoppen. In december wordt bekend dat Henk een nieuw programma krijgt op de zondagavond en een van de presentatoren wordt van het nieuwe programma Thuis op 5 op NPO Radio 5.

## De laatste plaat
De producer geeft een cryptische omschrijving van de titel en artiest van de laatste plaat die in de uitzending gedraaid wordt. Luisteraars moeten raden welke plaat dat is. Alleen de producer weet wat de laatste plaat is.

## Een week met...
In de laatste week van de maand is een themaweek. De presentator gaat een week lang zijn leven inrichten volgens een thema. Tot nu waren deze thema's coeliakie, vrijwilligerswerk, leven als muzikant en leven van het ruilen.
Aan De Slag! · Afslag Thunder Road · Aje Tho! · Annemiekes A-lunch · Blokhuis · Bureau De Wilt · Bureau Kijk in de Vegte · Corné Klijns Soul Sensations · De Staat van Stasse · De Wild in de Middag · Echt Jasper · Funky Frank's · Giel ·Gijs 2.4 · Grand Café Kranenbarg · Helemaal Haandrikman · Het Platenpaleis · Hey JP! · Holy Hits · Jan-Willem Start Op! · Licence 2 Chill · Mega Album Top 50 · Motel De Wilt · Musical Moods · Muziekcafé · On the Beat · One Night Stenders · Het oor wil ook wat · Paul! · Rabbering Laat · Rarmarmar · RickvanV doet 2 · Rinkeldekinkel · Schiffers.fm · SHAY! · Simone's Songlines · Soul Night met One'sy · Spijkers met koppen · Thank God It's Sunday · The Best of 2night · The Big Frank Show · Thijs · Tijd voor Twee · Van Inkels Choice · Verrukkelijke 15 ·  VrijZaZo Show · Vroeg op Frank · 't Wordt Nu Laat · WILDGROEI · Wout2Day · Yora en Sander, Sander en Yora